# Urdujščina
Urdujščina (Urdu:اُردُو)(Znan tudi kot indiginalno Lashkari lokalni: لشکری) ali moderna standardna urdujščina je nacionalni jezik Pakistana in uradni jezik šestih držav Indije. 

## Zgodovina
Urdujščina je eden izmed 22 uradno priznanih jezikov v ustavi Indije. Urdujščina je zgodovinsko povezana z muslimani v regiji Hindustan. 
Urdujščina je tako kot hindijščina oblika hindustanščine. 99 % urdujskih glagolov izvira iz sanskrta in iz prakrta. Čeprav je beseda urdu turškega izvora oz ordu (vojska) or orda, ima urdujščina malo turških izposojenk. Turške besede so bile sprejete preko perzijščine in so zato perzinizirane. 

## Uradni status
Urdujščina je uradni jezik Pakistana skupaj z angleščino in je razumljen povsod po državi. Samo 7.57% Pakistancev ima urdujščino za materni jezik. Jezik uporabljajo v izobraževanju, literaturi, birokraciji in v poslovnem svetu. V praksi je angleščina v uporabi na višjih položajih v vladi. 